# 右門捕物帖 (1982年のテレビドラマ)
『右門捕物帖』（うもんとりものちょう）は、1982年（昭和57年）11月23日から1983年（昭和58年）9月6日に日本テレビ系で毎週火曜日の20時から20時54分に放映された連続時代劇。全33話放送。

## 概要
原作は佐々木味津三、無口である事から「むっつり右門」と呼ばれた南町奉行所同心の近藤右門を主人公とする時代劇。右門が岡っ引きの「おしゃべり伝六」を従え、江戸市中に睨みをきかせて持ち前の推理で事件を解決する。右門と与力の座を争っている同僚筆頭同心の通称「あばたの敬四郎」は、右門が次々と事件を解決するのを苦々しく思っており、対抗心を燃やしている。
本作は杉良太郎主演の東映・NETテレビ版右門捕物帖や、新五捕物帳と比べ、どちらかといえば娯楽時代劇を目指していた感があり、2作に比べてコミカルな感じに仕上がっていた。嫡子ではないが2人の子供がいるという設定から、第1話の予告編でも「ホームドラマ＋時代劇」と謳っている。

## キャスト
- 近藤右門 - 杉良太郎

南町奉行所同心。草香流柔術、錣正流剣術・居合斬りの名手でもある。
- 伝六 - 岡本信人

右門配下の岡っ引。本作では父親が登場している。
- 美根 - 高見知佳

敬四郎の妹。お千代・お春ら他の女性に対して嫉妬深い一面がある。
- ちょん松 - 所ジョージ

敬四郎配下の岡っ引。本作では質屋を兼業している。
- 八助 - 下川辰平

伝六の父親。元岡っ引の蕎麦屋。
- お千代 - 山田綾
- お春 - 渡辺有希子

ともに回船問屋・肥前屋紋兵衛の娘。第1話に於いて肥前屋夫妻及び使用人らは全員殺害され、店は爆破・炎上の上、金品は強奪されたが、彼女たちは堀端で遊んでいたため無事だった。江戸で身寄りがないため、右門が自ら預かっている。
- たか - 横山道代

敬四郎の妻。敬四郎が最も恐れており、「たか殿」と呼ばれている。
- 村上敬四郎 - 伊東四朗

南町奉行所筆頭同心。本作では恐妻家で妹が登場している。

## スタッフ
- 原作：佐々木味津三
- 脚本：放映リストを参照
- 監督：放映リストを参照
- 企画：高橋靖二（日本テレビ）、佐々木太郎
- プロデューサー：荒木功、長谷川朝次郎
- 音楽：小川寛興
- 主題歌：「流離（さすらい）」（歌：杉良太郎／作詞：もず唱平／作曲：弦哲也／編曲：斉藤恒夫）
- 挿入歌：「人生・くれないに」（歌：杉良太郎／作詞：もず唱平／作曲：弦哲也／編曲：斉藤恒夫）
- 選曲：山川繁
- 美術：鳥居塚誠一
- 録音：酒匂芳郎
- 次回予告ナレーション：富田耕生
- 効果：東洋音響
- MA：にっかつスタジオセンター
- 制作協力：国際放映、にっかつ撮影所
- 制作：ユニオン映画、杉友プロダクション

## 放映リスト
| 話数 | 初回放映日     | サブタイトル             | 脚本         | 監督     | ゲスト | 備考      |
| ---- | -------------- | ------------------------ | ------------ | -------- | --- | --------- |
| 1    | 1982年11月23日 | さわやか右門さっそう登場 | 池田一朗     | 林伸憲   | 大山勝巳 山本みどり 垂水悟郎 天本英世 平泉征 堀田真三 石山雄大 中屋敷鉄也 内田佳昭 上田幸輔 宗村正明 今野清志 伊藤浩之 鈴木道弘 田原千之佑 三原博 阿部宏子 塚本もも子                                                                                           |           |
| 2    | 1982年11月30日 | 同心は悲しみを越えて     | 白井更生     | 帯盛迪彦 | 志垣太郎 一ノ瀬康子 幸田宗丸 藤江リカ 榎木兵衛 倉島襄 伴直弥 穂高稔 稲川善一 石崎京美 露原千草 泉よしこ 伊藤浩之 鈴木道弘 榎本雅人 末松芳隆 |           |
| 3    | 1982年12月7日  | 伝六と女祈祷師           | 岡田光治     | 林伸憲   | 田口計 緑魔子 長内美那子 出光元 唐沢民賢 住吉眞沙樹 加藤茂雄 清水忠一 岩鬼太郎 蟹沢良恵 原博美 長谷部亮 大友淳 持原洋樹 |           |
| 4    | 1982年12月14日 | 母子草の唄               | 白井更生     | 西山正輝 | 南城竜也 山本昌平 中屋敷鉄也 永谷悟一 松本朝夫 熊谷卓三 岩瀬祐美 中島元 |           |
| 5    | 1982年12月21日 | 謀殺・からくり御用帖     | 津田幸於     | 帯盛迪彦 | 荒谷公之 戸浦六宏 桜井浩子 黒川明子 村田みゆき 里木佐甫良 沖田駿一 菅野直行 林孝一 亜蘭美香 八幡源太郎 渡辺次男 大山豊 照井克也 |           |
| 6    | 1982年12月28日 | 八丁堀ララバイ           | 岡田光治     | 西山正輝 | 吉田次昭 松尾文人 清嶋智子 西川敬三郎 弥永和子 久里みのる 小川真喜子 伊藤浩之 鈴木真美子 村瀬洋子 住吉真沙樹 |           |
| 7    | 1983年1月4日   | 正月にやって来た可愛い女 | 白井更生     | 高橋繁男 | 大場久美子 剛達人 武内文平 飯田和平 榎本雅人 伊藤浩之 鈴木道弘 武田弘樹 中沢友花 |           |
| 8    | 1983年1月11日  | 高嶺の花おいらん騒動     | 高階航       | 高橋繁男 | 坂本あきら 飛鳥裕子 江幡高志 浜伸二 若林哲行 伊吹聡太朗 三原博 五月晴子 都家歌六 今野博美 中村和賀子 大木久子 中島文子 今野清志 久木念 清水亜紀 |           |
| 9    | 1983年1月18日  | 狙われた女金貨           | 和久田正明   | 林伸憲   | 宮園純子 辻萬長 西田良 湯沢勉 根岸一正 藤山浩一 久木念 |           |
| 10   | 1983年1月25日  | ひとりぽっちの童唄       | 白井更生     | 林伸憲   | 中原早苗 石橋雅史 砂塚秀夫 船渡伸二 湊俊一 若尾義昭 三原博 西川敬三郎 加藤茂雄 田原千之祐 夏木順平 伊藤浩之 榎本雅人 那須のりこ 小島法子 宗村正明 若柳千代美 |           |
| 11   | 1983年2月1日   | 女と女の間には           | 岡田光治     | 高橋繁男 | 風間舞子 内田喜郎 黒部進 西朱美 前沢迪雄 青山京子 加藤茂雄 福原秀雄 宗村正明 |           |
| 12   | 1983年2月8日   | 江戸から消えた女         | 山野四郎     | 高橋繁男 | 保積ぺぺ 中村久美 北原義郎 松下達男 宇南山宏 岩倉高子 木瓜みらい 中村和加子 加藤土代子 久里みのる 早川研吉 稲川善一 松風はるみ 原博美 鳴海剛 大友淳 榎本雅人 伊藤浩之 宗村正明 鈴木真美子 伊藤公子 三原博 相原巨典 泉よしこ 前田正人 大木久子 中島文子 松田浩二 |           |
| 13   | 1983年2月15日  | さむらい教育             | 池田一朗     | 林伸憲   | 石田信之 原口剛 宮口二郎 谷村隆之 瀬川新蔵 中山昭二 村上冬樹 |           |
| 14   | 1983年2月22日  | 罠にはまった敬四郎       | 大久保昌一良 | 林伸憲   | 長尾深雪 堺左千夫 出光元 三上左京 小林健一 鹿島信哉 山田昌人 原博美 高杉哲平 沢村恵美子 三原博 那須のり子 小池和子 西屋東 |           |
| 15   | 1983年3月1日   | 伝六の初恋               | 池田一朗     | 番匠義彰 | 芦川よしみ 佐伯徹 人見きよし 小笠原弘 四方晴美 伴直弥 津野哲郎 松尾正平 持原洋樹 原博美 渡辺憲悟 中村和賀子 中川綾乃 岩瀬裕美 岩鬼太郎 那須のり子 |           |
| 16   | 1983年3月8日   | 闇からの挑戦             | 白井更生     | 番匠義彰 | 藤山律子 山下洵一郎 三上剛仙 小倉雄三 鹿島信哉 近江信行 日野あき子 有馬光貴 伊藤浩之 若本セり子 |           |
| 17   | 1983年3月15日  | 少林寺から来た凄い奴     | 岡田光治     | 小澤啓一 | 石橋雅史 | DVD未収録 |
| 18   | 1983年3月22日  | 老盗、木枯し源次         | 白井更生     | 小澤啓一 | 多々良純 奈良富士子 剣持伴紀 早川保 中田博久 新谷由美子 古今亭志ん駒 有崎由見子 堀田真三 稲垣昭三 弥永和子 三波美夕紀 長谷部亨 大友淳 相沢治夫 吉村真理 古今亭志ん五 (初代) 鈴木真美子 原田千枝子 大木久子                                                      |           |
| 19   | 1983年3月29日  | 暗殺                     | 池田一朗     | 井上梅次 | 青木義朗 堀越陽子 北浦真恵 湊俊一 中屋敷鉄也 田村貫 徳弘夏生 矢野間啓二 榎木兵衛 沢木克次 本間夕斗 草間璋夫 伊藤浩之 森卓三 榎本雅人 加藤茂雄 |           |
| 20   | 1983年4月12日  | 白浪五人男               | 高階航       | 井上梅次 | 葉山葉子 松橋登 玉川伊佐男 小宮健吾 松尾正平 一の瀬玲奈 松本朝夫 里木佐甫良 久木念 宗村正明 榎本雅人 三田康二 小島和夫 矢車武 持原洋樹 |           |
| 21   | 1983年4月19日  | 天狗うらみ唄             | 白井更生     | 林伸憲   | 有吉ひとみ 丸山秀美 渚まゆみ 石山雄大 須藤健 石井茂樹 清鴻智子 浜野桃子 渡辺陽子 野口祐子 西屋東 中村まみ 佐藤雅美 暮林修 小池幸次 大木久子 中島文子 中島由起子                                                                                                 |           |
| 22   | 1983年4月26日  | 偽りの盛装               | 白井更生     | 林伸憲   | 深水真紀子 森幹太 久富惟晴 津村隆 小田切みき 加藤和夫 林孝一 早川研吉 榎木兵衛 田原千之右 東号武士 岩鬼太郎 森卓三 持原洋樹 川村真理子 金野恵子 中島元 三原博 久木念 青江薫 石原香                                                                              |           |
| 23   | 1983年5月3日   | わらじ哀歌               | 山野四郎     | 林伸憲   | 仲雅美 石井めぐみ 遠藤征慈 小沢寿美恵 瀬下和久 富川澈夫 宇南山宏 今取幸也 宇乃壬麻 深谷みさお 住吉真沙樹 |           |
| 24   | 1983年5月10日  | 大川恋唄                 | 白井更生     | 江崎実生 | 結城しのぶ 本郷直樹 平泉征 藤江リカ 三夏伸 松下達雄 掘礼文 日野道夫 玉村駿太郎 長谷部亮 原田千枝子 三上剛仙 沢村恵三子 |           |
| 25   | 1983年5月17日  | 八丁堀から消えた男       | 須藤出穂     | 江崎実生 | 田島令子 佐藤仁哉 佐藤允 黒部進 楠田薫 三角八朗 山野上智子 宇野壬麻 河内亮子 |           |
| 26   | 1983年5月24日  | 日陰に咲いた花ひとつ     | 奥村俊雄     | 白井更生 | 奈良富士子 綾川香 中田譲治 住吉真沙樹 松尾正平 三原博 大友淳 熊谷卓三 藤井康司 鳴海剛 久木念 瀧口剛 志村幸江 西巻映子 |           |
| 27   | 1983年6月7日   | 戻り橋の女               | 大久保昌一良 | 白井更生 | 香野百合子 石山律雄 北村総一朗 江幡高志 佐原健二 二瓶正也 吉中六 内田佳昭 原博美 森卓三 伊藤浩之 福島茂 谷井哲也 今野舞 岩鬼太郎 一瀬浩道 |           |
| 28   | 1983年6月21日  | 跳ねっ返り娘の涙         | 高階航       | 高瀬昌弘 | 田中ひろみ 伊藤めぐみ うえだ峻 山本昌平 矢野宣 伊藤高 みき進太 後藤保幸 安藤靖功 佃文伍郎 北山はしら 内田佳昭 |           |
| 29   | 1983年7月12日  | 恋の罠                   | 白井更生     | 高瀬昌弘 | 茅島成美 西沢利明 外山高士 根岸一正 谷口香 永井玄哉 長谷部亮 加藤茂雄 原博美 三原博 徳弘夏生 森卓三 黒木亜弥 松田浩二 持原洋樹 中井久美子 菊地由子 |           |
| 30   | 1983年8月2日   | からっ風の唄             | 白井更生     | 林伸憲   | 壇まゆみ 佐久間宏則 田口計 若松和子 日恵野晃 新海丈夫 伊藤厚志 江崎和代 中屋敷鉄也 鹿島信哉 原博美 夏木順平 田原千之右 八幡源太郎 三原博 福永喜一 |           |
| 31   | 1983年8月16日  | 盗人宿の女               | 津田幸於     | 林伸憲   | 三浦リカ 冨田浩太郎 小栗一也 三田登喜子 陶隆司 北村晃一 稲川善一 久木念 大森一 鳴海剛 藤井康次 原博美 板橋和彦 |           |
| 32   | 1983年8月23日  | 泥に咲く花               | 山野四郎     | 番匠義彰 | 堀越陽子 鈴木ヤスシ 中田浩二 粟津號 矢野間啓二 伴直弥 柄沢民賢 松尾正平 原博美 田村寛 沢村恵三子 中村麻美 山田裕史 志村幸江 名和弓雄 加藤茂雄 玉井謙介 福島茂 高橋啓子                                                                                          |           |
| 33   | 1983年9月6日   | 冬の風鈴                 | 津田幸於     | 番匠義彰 | 鳥居恵子 今出川西紀 奥野匡 上田耕一 北條清嗣 門脇三郎 渚まゆみ 池田鴻 三上櫻子 古川千江美 市村博 持原洋樹 今取幸也 |           |

## 備考
- 時代設定は、1969年版が元禄年間、1974年版が文政年間であるが、本作では第1話で柳生但馬守宗矩（大山勝巳）が登場し、なおかつ劇中で島原の乱について語られており、第20話ではサブタイトル及び、登場する芝居一座の演目として白浪五人男が描かれ、第32話では町火消姿に扮した者が登場するといったように特定の時代設定はされていないとみえる。
- 杉良太郎演じる近藤右門は、南町奉行所の定町廻り同心と言う設定であるが、本作以前にNET系列で放送された1974年版では、北町奉行所の定町廻り同心と言う設定であった。なお、1974年版で使われた近藤家の家紋「四角に鳥が3羽（左上・真ん中・右下）」は、本作でも継続して使用されている。